# 빌리 밀러
빌리 밀러(Billy Miller, 1979년 9월 17일 ~ 2023년 9월 15일)는 미국의 배우였다.

## 출연 작품
- 배드 블러드 (2015)
- 아메리칸 스나이퍼 (2014)
- 파탈 허니문 (2012)